# Love Will Kill All
Love Will Kill All è l'ottavo album dei Bleeding Through, pubblicato nel 2012 dalla SharpTone Records.

## Tracce
1. Darkness a Feeling I Know – 1:21
2. Fade Into the Ash – 3:25
3. End Us – 3:25
4. Cold World – 3:03
5. Dead Eyes – 3:13
6. Buried – 2:54
7. No Friends – 3:17
8. Set Me Free – 3:35
9. No One from Nowhere – 2:35
10. Remains – 3:50
11. Slave – 2:20
12. Life – 4:02

## Formazione
- Brandan Schieppati - voce
- Brian Leppke - chitarra
- Dave Nassie - chitarra
- Derek Youngsma - batteria
- Ryan Wombacher - basso, voce
- Marta Peterson - tastiera